# Pontonema macrolaimus
Pontonema macrolaimus är en rundmaskart som först beskrevs av Rowland Southern 1914.  Pontonema macrolaimus ingår i släktet Pontonema och familjen Oncholaimidae. Inga underarter finns listade i Catalogue of Life.